# Macron Stadium

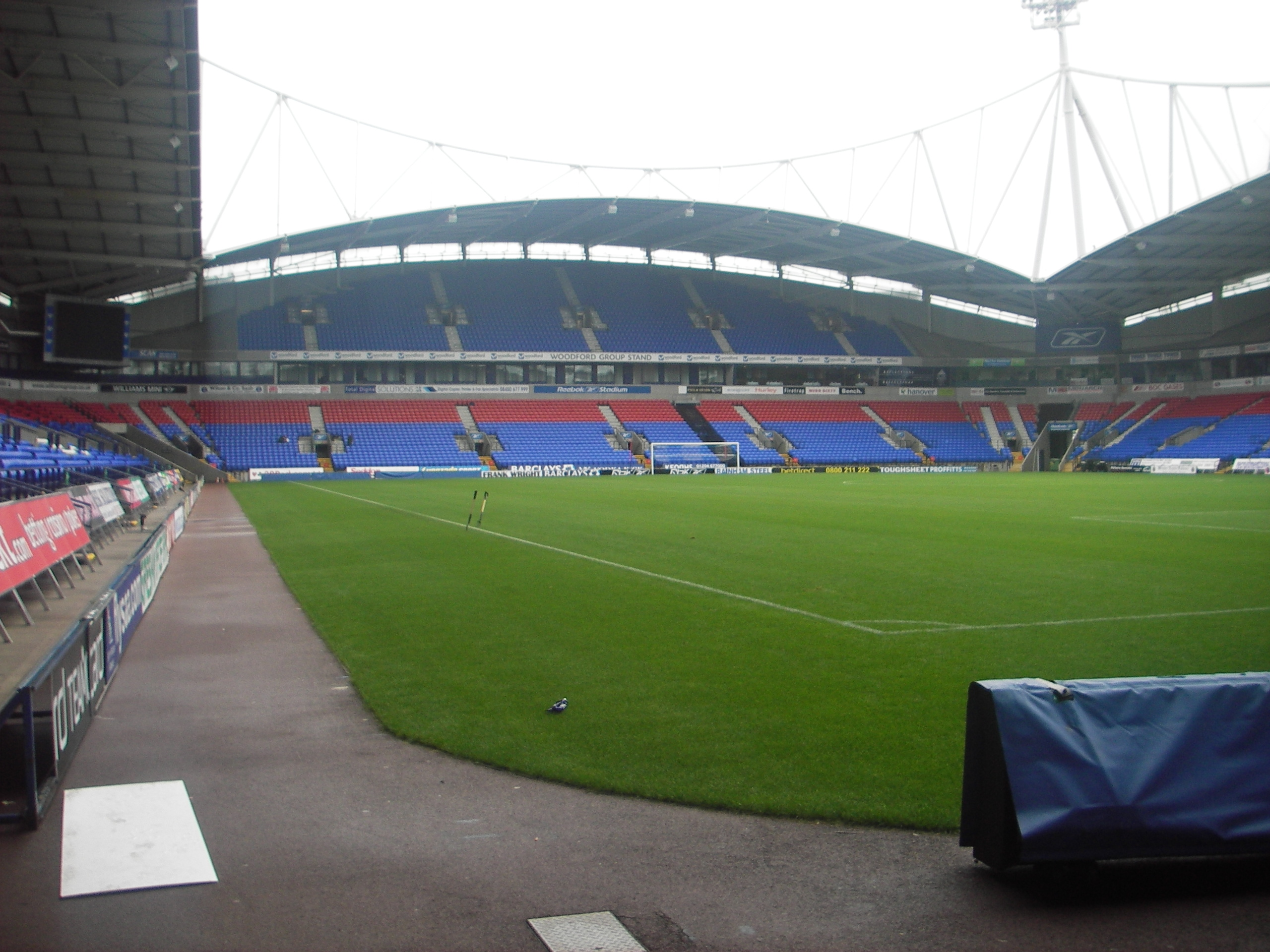
Macron Stadium.

Macron Stadium, tidigare kallad Reebook Stadium, är en fotbollsarena i Horwich nära Bolton i England. Arenan är hemmaarena för Bolton Wanderers.
Arenan ersatte Burnden Park 1997 och har en publikkapacitet på 28 723. Många av fansen var emot arenaflytten. Detta på grund av att den nya arenan ligger en bit utanför Bolton och många hade ett nostalgiskt förhållande till den gamla arenan och dess historia.
Arenan var tidigare döpt efter Reebok men är numera döpt efter det italienska sportklädesföretaget Macron.